# Badr al-Din Ghazal
Badr al-Din Ghazal, también transcrito como Bader Eddin Ghazal (en árabe, بدر الدين غزال) (1962 - 26 de agosto de 2013) fue un erudito islámico de la madhab Ya`farí y destacado líder de la comunidad alawita en Siria.

## Biografía
Nacido en la provincia de Al-Haffah, en la Gobernación de Latakia, tempranamente inició su educación religiosa con su padre Sheikh Wahib Ghazal. Recibió el certificado de escuela primaria de la aldea de Tala, para luego continuar con su educación secundaria en la ciudad de Latakia, capital de la provincia homónima. Cursaría durante cuatro años estudios en la facultad de derecho de la Universidad de Damasco pero abandonó la carrera para trasladarse a la Universidad Mundial de Ciencia y Educación Islámica en Londres, donde se licenciaría en la ley islámica.
De regreso a Siria se vinculó al directorio regional de la Waqf (beneficencia islámica) en Latakia, al tiempo a que desempeñaba funciones como maestro de escuela secundaria. Posteriormente fue designado como imám y principal orador de la mezquita del Imam al Baquir de Latakia; desde este cargo se dedicó a promover el espíritu ecuménico entre los diferentes credos religiosos que conviven en Siria.

## Fallecimiento
El 5 de agosto de 2013, en medio de los hechos acaecidos durante la masacre de Barouda, hombres armados llegan a la aldea de Barouda, cerca a Latakia, e ingresaron al domicilio donde Badr al-Din Ghazal había sido invitado a pernotar tras haber asistido a la celebración de la fiesta islámica de Laylat al-Qadr, procediendo a su secuestro. En principio se barajaron varias hipótesis respecto a la identidad de sus captores, llegándose a afirmar que se podía tratar tanto de hombres del Estado Islámico de Irak y el Levante como del Frente de la Victoria para el Pueblo de Gran Siria; posteriormente se daría conocer que los autores del rapto eran miembros del grupo Movimiento Islámico del Levante. Los insurgentes salafistas alegaban que habían capturado a Badr al-Din Ghazal acusándolo de haber emitido una supuesta fatua en la que autorizaba a los alawitas a matar a musulmanes sunitas sin importar si estos se trataran de niños o mujeres. Durante el tiempo que duró el cautiverio se emitieron al menos dos vídeos en que se mostraban a Badr al-Din Ghazal aún con vida. El 26 de agosto de 2013, tras casi un mes de cautiverio y tras algunos intentos infructuosos de negociar su liberación por parte de su sobrino Zulfiqar Fadul Al Ghazal el Movimiento Islámico del Levante dio a conocer la noticia de la muerte de Badr al-Din Ghazal, afirmando que lo habían ejecutado como respuesta al ataque químico de Guta ocurrido seis días antes, el 21 de agosto, y del cual acusaban a las Fuerzas Armadas de Siria bajo órdenes de Bashar al Asad. La noticia fue confirmada cuando el mismo grupo reveló una foto de los despojos mortales de Badr al-Din Ghazal acompañada de una leyenda en la que se podía leer: ¨!este será el final y el destino de todos los que están tras Bashar y le brindan ayuda en la guerra contra el Islam y su gente!¨.

### Posible confusión como causa de su secuestro
Más allá de la violencia sectaria y la persecución en contra de la comunidad alawita por parte de grupos extremistas sunitas se ha llegado a señalar que el secuestro de Badr al-Din Ghazal se pudo deber a un error respecto a su identidad, siendo confundido con otro importante clérigo alawita, el sheik Muwafaq Ghazal, con quien no solo comparte el mismo apellido sino cierto parecido físico. En mayo de 2013, en el marco de la Guerra Civil Siria, Muwafaq Ghazal toma parte de la defensa de Latakia uniéndose a la milicia progubernamental Frente Popular para la Liberación del Liwa de Iskandarun, tomando el rol de subcomandante y haciendo el papel de líder espiritual de los combatientes alawitas que se han enrolado de esta organización armada, así como asumiendo el papel de vocero oficial de la misma. Tras la muerte de Badr al-Din Ghazal páginas en internet vinculados a grupos salafistas presentaban fotos de Muwafaq Ghazal vestido de traje militar junto a la imagen del cadáver de Badr al-Din Ghazal, dando a entender que su asesinato era una ejecución legitima de un combatiente enemigo. La confusión quedó sanjada cuando Muwafaq Ghazal apareció en varias entrevistas y eventos públicos a principios de 2014; así mismo la familia de Badr al-Din Ghazal se apresuró a informar que este último nunca había formado parte de ningún grupo armado, y que antes bien Badr al-Din Ghazal poco antes de su rapto había sido sometido a una cirugía de corazón, lo cual limitaría mucho su accionar en caso de inmiscuirse en alguna clase de operación militar.

## Obra
Las principales obras de Badr al-Din Ghazal fueron los escritos:
- El corazón humano en el Corán y la Sunnah
- Los medios de conocimiento en el Corán y la Sunna